# Aleksandra Melzacka
Aleksandra Melzacka (Gdynia, 5 de mayo de 1998) es una deportista polaca que compite en vela en la clase 49er FX. Ganó una medalla de plata en el Campeonato Europeo de 49er de 2025.

## Palmarés internacional
| \| Campeonato Europeo \| Campeonato Europeo \| Campeonato Europeo \| Campeonato Europeo \| \| Año \| Lugar \| Medalla \| Clase \| \| ------------------ \| ------------------ \| ------------------ \| ------------------ \| \| 2025 \| Salónica (Grecia) \| Medalla de plata \| 49er FX \| |                   |                  |         |
| Campeonato Europeo |                   |                  |         |
| Año | Lugar             | Medalla          | Clase   |
| 2025 | Salónica (Grecia) | Medalla de plata | 49er FX |